# 요나스 뢰슬
요나스 뷔비에르 뢰슬(덴마크어: Jonas Bybjerg Lössl, 1989년 2월 1일 ~)는 덴마크의 축구 선수로 현재 덴마크 수페르리가의 FC 미트윌란에서 골키퍼로 활약 중이다.